# Igúzquiza
Igúzquiza est une ville et une commune de la communauté forale de Navarre (Espagne).
Elle est située dans la zone non bascophone de la province, dans la mérindade d'Estella et à 50,03 km de sa capitale, Pampelune. Le castillan est la seule langue officielle alors que le basque n’a pas de statut officiel. Le secrétaire de mairie est aussi celui de Luquin, Villamayor de Monjardín, Barbarin.

## Géographie
La commune se divise en villages, selon la nomenclature de population publiée par l'INE (Institut National de Statistique). Les données sont de 2006.
| Nom village | Pop. (2006) |
| ----------- | ----------- |
| Azqueta     | 57          |
| Igúzquiza   | 219         |
| Labeaga     | 36          |
| Urbiola     | 36          |

## Démographie
| Évolution démographique                                   | Évolution démographique | Évolution démographique | Évolution démographique | Évolution démographique | Évolution démographique | Évolution démographique | Évolution démographique | Évolution démographique | Évolution démographique | Évolution démographique |
| 1996                                                      | 1998                    | 1999                    | 2000                    | 2001                    | 2002                    | 2003                    | 2004                    | 2005                    | 2006                    | 2007                    |
| --------------------------------------------------------- | ----------------------- | ----------------------- | ----------------------- | ----------------------- | ----------------------- | ----------------------- | ----------------------- | ----------------------- | ----------------------- | ----------------------- |
| 343                                                       | 342                     | 362                     | 363                     | 351                     | 339                     | 341                     | 357                     | 357                     | 348                     | 350                     |
| Sources: Igúzquiza et instituto de estadística de navarra |                         |                         |                         |                         |                         |                         |                         |                         |                         |                         |

### Sources
- (es) Cet article est partiellement ou en totalité issu de l’article de Wikipédia en espagnol intitulé « Igúzquiza » (voir la liste des auteurs).